# 20号弗吉尼亚州州道
維吉尼亞州20號公路（Virginia State Highway 20）是為美國維吉尼亞州的重要公路之一，連接Dillwyn 的美國國道15和Wilderness的維吉尼亞州3號公路，途經斯考茨維爾(Scottsville)， 查倫斯維爾(Charlottesville)等城市。建於1933年，全長144.5公里。